# Аралле-табулахан
Аралле-табулахан (индон. Bahasa Aralle-Tabulahan) — один из австронезийских языков, распространён на острове Сулавеси — в районе Мамби округа Мамаса провинции Западный Сулавеси (Индонезия).
По данным Ethnologue, количество носителей данного языка составляло 12 тыс. чел. в 1984 году.
Письменность на основе латинской графики.

## Диалекты
Выделяют следующие диалекты: аралле, мамби, табулахан. Наиболее близкое родство аралле-табулахан обнаруживает с языками бамбам, паннеи и улуманда (степень языкового сходства — 75%-80%).